# 나탈리아 말리셰프스카
나탈리아 말리셰프스카(폴란드어: Natalia Maliszewska, 1995년 9월 16일~)는 폴란드의 쇼트트랙 선수이다. 2018년 세계 쇼트트랙 선수권 대회에서 은메달을, 2019년 유럽 쇼트트랙 선수권 대회에서 금메달을 획득하였다.

## 경력
비아위스토크에서 태어났으며, 2007년에 쇼트트랙을 시작하였다. 언니인 파트리차도 폴란드 국가대표 쇼트트랙 선수이다. 2012년 10월 캐나다 캘거리에서 열린 2012–13년 월드컵 1차 대회를 통해 쇼트트랙 월드컵에 데뷔하였다. 2015년 11월 1일 캐나다 몬트리올에서 열린 2015–16년 월드컵 1차 대회 500m 부문에서 마리안 생젤레의 뒤를 이어 은메달을 획득하며 폴란드 최초로 월드컵에서 메달을 획득한 쇼트트랙 선수가 되었다.
자신의 첫 올림픽인 대한민국 평창에서 열린 2018년 동계 올림픽에서는 여자 500m 종목에 출전하였다. 500m 예선에서는 캐나다의 킴 부탱, 미국의 라나 게링, 이탈리아의 루차 페레티와 함께 1조에 배정되었고, 부탱의 뒤를 이어 2위로 준준결승에 진출했다. 준준결승에서는 이탈리아의 아리안나 폰타나와 네덜란드의 야라 판 케르크호프, 캐나다의 생젤레와 함께 1조에 배정되었다. 여기서는 폰타나와 판 케르크호프에게 밀려 3위로 준결승 진출에는 실패했으며, 최종 11위를 기록했다. 올림픽 이후 몬트리올에서 열린 2018년 세계 선수권 대회에서 500m 종목에서 대한민국의 최민정의 뒤를 이어 2위로 은메달을 획득하였다. 2019년 도르드레흐트에서 열린 유럽 선수권 대회 500m 종목에서 이탈리아의 마르티나 발체피나와 네덜란드의 라라 판 라위번을 누르고 금메달을 획득하였다.
2018–19 시즌에는 2018–19년 월드컵에서 500m 부문 종합 우승을 차지하며 시즌을 마무리했다. 2021년 그단스크에서 열린 유럽 선수권 대회 500m 종목에서 네덜란드의 쉬자너 스휠팅의 뒤를 이어 은메달을 획득하였다. 베이징에서 열린 2022년 동계 올림픽에서는 여자 500m 종목 메달리스트 후보자로 거론되었으나 베이징에 도착한 후 코로나19에 양성 반응을 보였기 때문에 해당 경기에 불참했다.

## 개인사
언니인 파트리차 말리셰프스카 또한 쇼트트랙 선수이다.